# 民族聚居区
在社会学中，民族聚居区是指族群高度集中、文化特征鲜明、经济活跃的地理区域。该术语通常用于指少数民族高度集中的居住区或工作区。他们的成功和发展依赖于自给自足，并伴随着经济繁荣。
道格拉斯·梅西描述了移民网络如何为新移民提供可以转化为其他有形形式的社会资本。由于移民倾向于聚集在邻近的地理空间，他们发展出移民网络——一种人际关系系统，参与者可以通过它交换宝贵的资源和知识。移民可以利用社会互动，将信息转化为有形资源，从而降低移民成本。交换的信息可能包括就业机会、经济适用房、政府援助项目以及乐于助人的非政府组织。通过促进社会联系，飞地可以产生无形资源，帮助促进其成员的社会和经济发展。

通过为拥有相同族裔认同的人们提供建立潜在互利关系的空间，族裔聚居区可以帮助其成员实现经济流动性。通过减少语言和文化障碍，聚居区经济可以促进同族裔群体融入经济。聚居区有助于解释一些移民群体的成功。此外，虽然族群聚居理论是为了解释移民融入接收社会而提出的，但它也与整个移民过程有关，因为成功融入移民有可能降低未来移民的移民成本，这是“链式移民”的一个例子。
尽管参与少数民族聚居区能带来直接好处，但其长期影响仍是一个备受争议的话题。飞地经济与限制移民增长和向上流动的“玻璃天花板”现象有关。虽然参与飞地经济可能有助于通过增加飞地劳动力市场的就业机会实现向上流动，但也可能阻碍移民获得有利于其长期发展的东道国技能。这种拖延限制了移民在飞地内的活动，使他们与更广泛的经济隔绝。主流社会提供的机会，对于那些不了解这些机会的移民来说，可能遥不可及。因此，吸引新移民进入飞地经济的加速经济流动路径，可能会阻碍他们的成功。例如，一项2024年的研究发现，从少数民族聚居地迁出，会给被迁入者带来更大的经济收益。融入一个民族聚居区可能会延迟甚至阻止文化同化，使移民无法从主流机构中受益。

## 历史

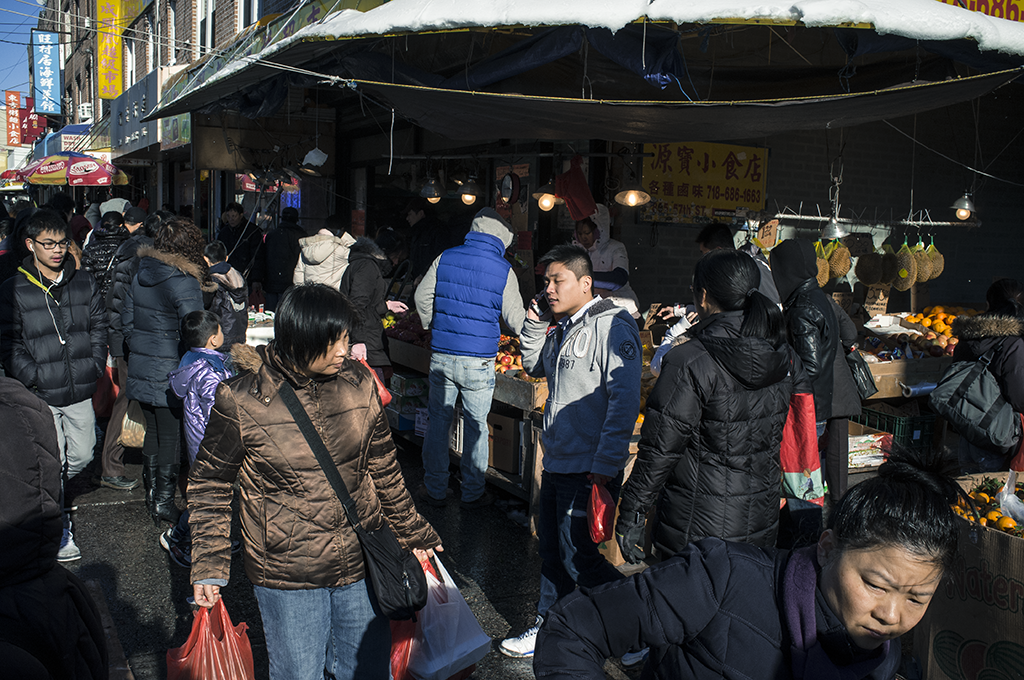
纽约市是西半球最大的海外华人聚居地，人口超过五十万。随着大规模华人移民持续涌入纽约，曼哈顿唐人街、布鲁克林唐人街（上图）和皇后区法拉盛唐人街等多个大型唐人街作为传统的城市少数民族聚居区，正蓬勃发展。是亚洲以外最大的都市华人人口。

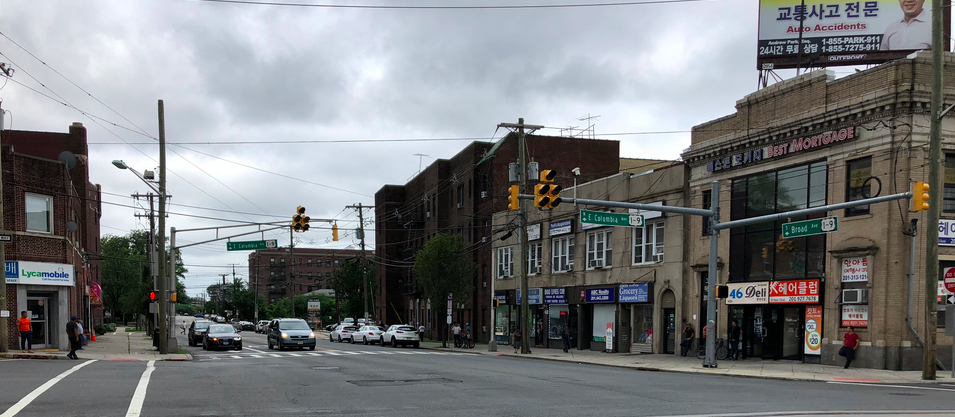
美国新泽西州帕利塞兹公园韩国城其中韩国人占人口的大多数（52％）。

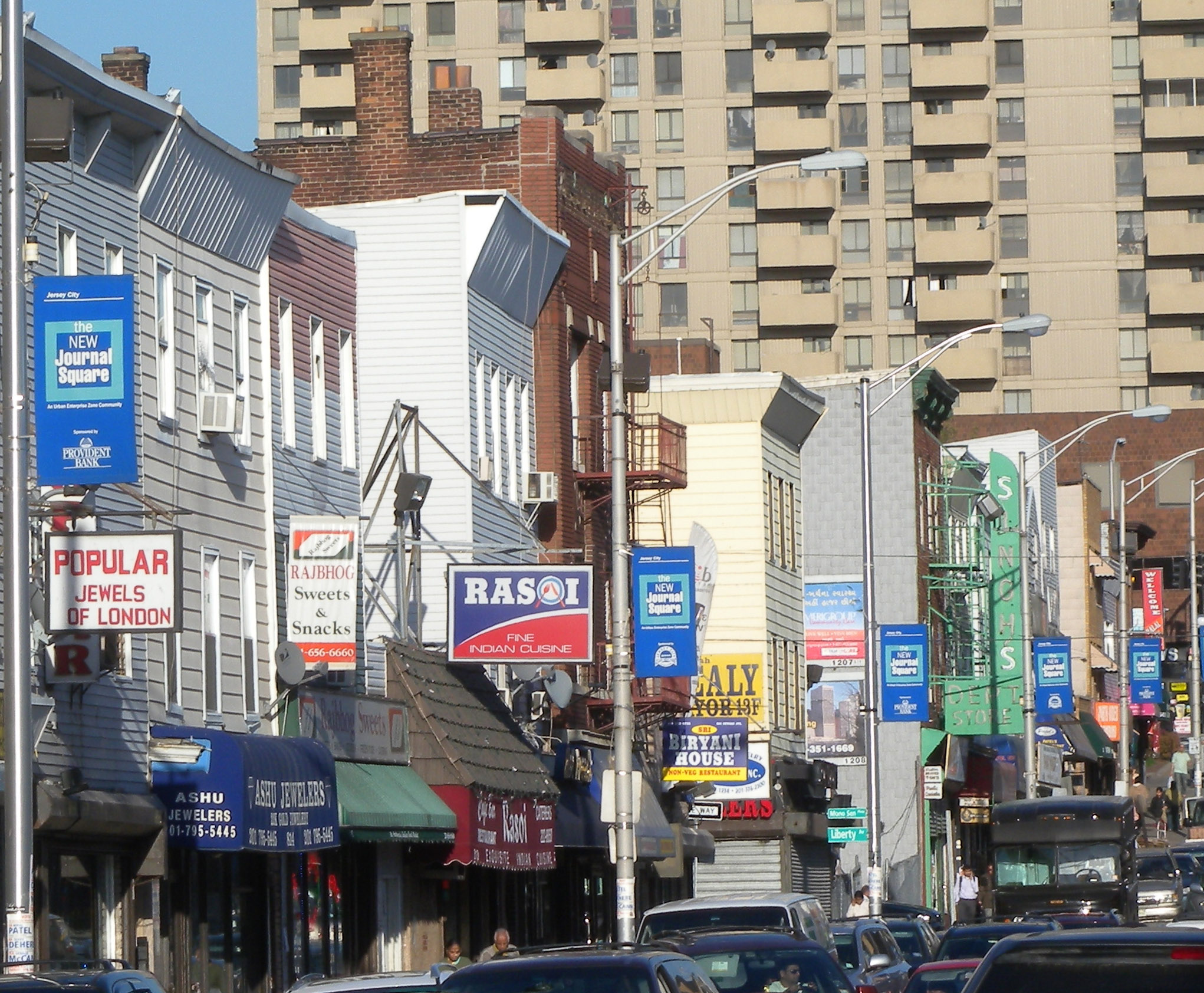
位于新泽西州泽西市的印度广场是纽约市大都会区24个印度裔美国人聚居区之一。

几个世纪以来，民族聚居区一直是城市中的重要特征。例如，贝鲁特附近新建的亚美尼亚聚居区，以及布加勒斯特的旧聚居区，以及位于耶路撒冷的更古老的亚美尼亚区。城市街区通常主要属于具有特定宗派或种族血统的居民。
历史上，族群聚居区的形成是多种社会经济因素共同作用的结果，这些因素将移民吸引到接收城市、州或国家的类似区域。文化多样性将语言不通的人们聚集在一起，但聚居区内的群体更容易与邻居沟通。在某些情况下，聚居区的存在是由法律强制执行的，例如贫民窟。罗马殖民地的建立是为了控制新征服的省份，并逐渐吞并周边地区。一些聚居区是在统治当局允许一个群体建立自己的新城镇时建立的，例如1645年的英国小镇布鲁克林格雷夫森德。
缺乏经济资本和对居住区了解，可能会将新移民限制在住房条件较好的地区。诸如偏见和种族主义等社会动态可能会将同族裔群体集中到族裔相似的地区。住房歧视也可能阻止少数族裔群体在聚居区以外的特定居住区定居。当讨论以企业空间聚集为定义的族裔聚居区时，经济成功和增长主要可以通过三个因素来预测。这些因素包括：1）聚居区的规模和人口；2）聚居区居民的创业技能水平；以及3）聚居区可获得的资本资源。成功的聚居区可以通过新移民的供给和市场商品的需求，达到自给自足或“制度完善”的程度。它们只有在首先满足同族裔群体的需求，然后再扩张以满足东道国社会更大市场的需求之后，才能达到这一程度。
“族群聚居区”这一术语源于1980年亚历杭德罗·波特斯和肯尼斯·威尔逊发表的一篇文章。波特斯和威尔逊发现了迈阿密古巴移民参与的第三个劳动力市场。他们发现，新移民往往受雇于同族人经营的移民企业，而不是进入东道国社会的“二级劳动力市场”。为新移民提供就业机会的小型移民企业集合被定义为“飞地经济”。

## 理论

### 飞地经济假说
对迈阿密古巴族裔聚居区经济的观察，使亚历杭德罗·波特斯和肯尼斯·威尔逊得出结论：参与聚居区经济为移民提供了一种在东道国实现经济流动的替代且快速的选择。波特斯和威尔逊开创的论述构建了一系列文献，这些文献后来被称为“族裔聚居区假说”。“族裔聚居区”一词虽然从未得到实证定义，但开始被广泛用于代表两种不同的定义：聚居区经济和族裔高度集中的居住区。飞地假说中最基本的概念是社会资本，它为移民网络的建立及其相关优势奠定了基础。

### 累积因果关系
随着全球化的兴起和国际交通的便利，移民模式表明，族群聚居地在长期内对移民数量的增长起到了推波助澜的作用。新移民通过整合资源，无意中降低了同族未来移民的成本。因此，通过在接收国实现流动，移民创造了一种社会结构，使未来的移民更容易实现向上流动。道格拉斯·梅西认为：“网络在移民过程中构建了一种自我延续的势头，尽管工资差距不断波动、经济衰退以及移民政策日益收紧，但这种势头仍会随着时间的推移而增长。” 因此，族群聚居地为同族人提供了建立联系的空间，最终降低了移民成本，促进了经济流动性，从而促进了持续的移民。许多前移民走过的旧路，如今也为聚居地成员开辟了道路，使后代移民更加容易。通过促进进一步的移民，移民随着时间的推移，会形成其自身的累积因果关系。

## 成立模式
与新古典模型相比，通过分析族裔聚居区及其成员的融入方式来分析族裔聚居区及其成员的方法更受欢迎，新古典模型认为，移民的经济成功取决于他们所拥有的教育、工作经验和其他人力资本要素。社会学家得出的结论是，这些因素不足以解释移民在职业流动性和收入方面的融入和成功。

### 社会
移民抵达异国后，面临着同化和融合过程中的挑战，因此在融入东道国社会的过程中会经历不同的模式和程度。许多因素会影响移民在过渡过程中以及在经历身体、社会和心理挑战时所经历的轻松程度或挑战程度。分段同化模型指出，可以存在一个“有意识的多元化社会，其中各种亚文化以及种族和民族身份认同共存”。
移民旅程中的一个影响因素是接收国是否有亲戚或朋友。朋友和家人组成了亲属关系网络，他们愿意帮助新移民，这可以归类为一种通常被称为社会资本的资本。许多移民抵达后，获得人力资本的机会有限，甚至完全没有，因此严重依赖任何可用的社会资本来源。移民成本高昂，但移民可以通过在接收国获得社会资本来分担并减轻这一负担。接收国的亲属关系网络不仅可以满足移民的物质和经济需求，还可以满足他们的情感和社会心理需求。

#### 亲属网络的质量
获得社会资本并不能保证移民的生活轻松或成功。由于社会资本根植于人际关系，因此很容易引发各方之间的冲突和分歧。接收方的经济稳定程度可以决定他们愿意或能够提供的援助水平。此外，接收国的经济状况和向移民开放的工作机会在很大程度上影响着移民可获得的支持网络的质量。如果接收国提供了诸如社会福利项目、当地经济和就业机会等有利条件，那么该网络的质量可能会高得多。相反，如果由于经济困难而给相关关系带来过大压力，亲属网络可能会崩溃。所需援助的持续时间和强度可以决定移民可获得的亲属网络的质量。如果真实的经济条件不允许建立良好的网络条件，移民对所获得支持水平的期望通常很高，而这种期望往往无法得到满足。共享的规范和关系纽带也会导致义务纽带，一些学者，如曾和墨水笔，认为这种纽带限制了个人探索网络外机会的意愿。

#### 种族认同
不同族群之间，甚至同一族群内部，同化和获取社会资本的方式都各不相同。多种因素都会影响个人的族群认同，包括他们的社会阶层背景和可用的社交网络。正如社会学家玛丽·C·沃特斯所提出的理论，父母参与族群组织或活动的程度对其子女族群认同的发展有着深远的影响。这一点至关重要，因为第二代移民必须积极努力地融入自己的族群。

#### 飞地网络
飞地网络提供了一种独特的社会资本，并充当着大型亲属关系网络的角色。在飞地网络中，社会资本通常既作为私人物品存在，也作为公共物品存在。尽管关于这些网络带来的长期效益存在一些争议，但其短期效益已得到普遍认可。通过融入民族聚居区，移民面临的社会心理挑战可以大大减少。民族聚居区可以通过外观、布局以及书面和口头语言与移民的原籍地相媲美。除了提升移民的文化舒适度外，健康的族群聚居区还能促进成员之间的团结与信任，并在工作场所内建立非正式的培训体系。聚居区网络的地理位置相近，也使得企业之间能够轻松进行知识交流并提供各种类型的援助。如果族群聚居区内存在信任氛围，这种知识转移和社会资本共享对企业而言就是一种宝贵的资产。与聚居地成员的联系也能为新移民提供工作机会。移民还可以接受关于聚居地以外主流文化习俗和实践的非正式培训，并帮助他们应对日常生活中诸多领域的挑战。 社会敌意可能是移民在其所在社会面临的挑战，因此，为了避免这一因素，族裔聚居地提供了一个仍然可以获得经济成功的避风港。

### 经济
族裔聚居区经济以经济社会学和移民社会学的某些方面为前提。族裔聚居区形成了一个社会资本池，其成员可以通过该池获取降低移民成本的资源。聚居区成员资格可提供经济援助，例如就业机会和小企业贷款。聚居区内的小型族裔企业通过颠覆经济的第二产业并创造大量成员易于获得的低薪工作，为新移民提供了直接的经济机会。
企业和公司以民族为中心的特性使其更容易融入飞地经济。商品和服务通常以该民族的语言提供，而飞地经济的员工无需遵守东道国特有的社会和文化规范。因此，飞地经济的民族特性使其对那些原本无法融入主流经济的新移民具有吸引力。
族群聚居区经济也为那些以低薪工作进入的移民提供了一种途径，使他们能够晋升到社区企业家的地位，并在社区内拥有自己的公司。这些已定居的移民在享受拥有企业带来的高薪的同时，也继续在族群聚居区内为新移民提供有吸引力的（尽管收入较低的）劳动力。少数民族聚居区经济为移民创造了创业之路，让他们获得了一定程度的独立。民族聚居区经济也起到了提高聚居区内工人每小时工资的作用。
个人能否进入飞地经济取决于其融入条件。融入东道国社会的不利条件会诱使移民进入非正规经济。歧视、敌意以及资源匮乏可能会鼓励移民进入非正规就业。民族聚居区拥有丰富的非正规经济活动，因为构成聚居区核心的创业服务业历来就是非正规企业。非正规性有利于许多移民企业家规避监管成本。此外，飞地经济部门提供的非正规就业岗位也大大拓宽了移民的就业范围。飞地经济的非正规性同时也带来了风险和欺诈。非正规经济活动始终面临被正规部门发现的风险，这对就业保障产生了负面影响。此外，由于缺乏法律框架，移民劳工往往对各种形式的剥削保持沉默。在移民经济体中，最常见的劳动剥削形式是无偿劳动。无证移民尤其害怕举报违反劳动法的行为和剥削行为。

### 政治和公民参与
政府对移民的政策首先是向接收国进行接收。政府通常会采取措施减少“不受欢迎”的移民数量，因为这些移民可能会给接收国的社会和经济带来负担。
向移民群体授予不同的身份和签证（例如难民、学生临时签证和工人签证）会影响移民的接待方式。除了移民控制政策外，一些政府还采取措施加速新移民的社会和政治融入，并刺激经济流动性。
韦恩·科尼利厄斯研究了关于机构如何应对跨境人口流动增加的两个核心论点。第一个论点是差距假说，它描述了官方移民政策与实际政策结果之间的差异。政策差距是接收社会意外后果和执行不力造成的。许多原因可以解释移民政策的意外后果。对移民立场不明确或模棱两可的政府可能会加剧意外后果，而对有缺陷政策的依赖会进一步降低机构措施的有效性。此外，政治政策的不连贯性对有效措施的纳入和执行构成了更大的挑战。
公众对移民的负面看法是衡量接收国政府存在重大政策缺口的一个很好的指标；然而，特殊利益集团也可能限制政府对移民的政治回应。在自由民主国家尤其如此，“强大的雇主团体、宗教团体、族裔和移民权益团体，甚至工会的游说，促使政府采取更具扩张性的移民政策，即使在经济不景气、公众舆论对移民产生敌意的情况下也是如此。”此外，移民输出国的政府和特殊群体可能会与接收国的亲移民游说团体结盟。因此，政策制定过程因多派系的参与而变得复杂。
韦恩·科尼利厄斯研究的第二个论点是趋同假说，该假说描述了移民接收国之间对移民的政治反应日益趋同。这些相似之处包括：“(1) 各国政府为控制移民而采取的政策；(2) 旨在通过为移民提供社会服务以及政治、经济和社会权利，使其融入接收国社会的政策；以及 (3) 公众对移民的态度和移民政策偏好。”
不同族裔群体在接收国受到的接纳程度各不相同，原因也各有不同。总体而言，欧洲移民在接收国的抵制程度较低，而有色人种移民普遍受到抵制，这体现了种族主义的根源。
融入东道国的政治融入与获得东道国公民身份息息相关。艾琳·布隆拉德通过研究加拿大和美国移民公民身份的不同轨迹，解释道，当前的公民身份获取模式未能认识到政治融入的社会性质。布隆拉德将政治融入描述为“由朋友、家人、社区组织和当地领导人动员起来的社会过程，它植根于由政府多元化和新移民安置政策塑造的制度背景之中。”这一替代模型强调了移民网络在塑造移民公民身份认知方面所发挥的关键作用。布隆拉德指出，朋友、家人、同族组织和当地社区通过提供结构化的动员框架来影响政治融合。这种社会结构对于面临语言障碍且可能不熟悉接收国机构的移民来说至关重要。
移民网络在多大程度上促进公民身份的提升，取决于政府移民融合政策的有效性。政府若采取促进族裔经济兴起、融合和增长的政策，则被认为会获得同族裔群体的支持。因此，政治融合和公民身份的提升，植根于一个更大的制度结构之中，该结构涉及与移民相关的经济和社会融合政策。族裔聚居地能够同时促进移民的政治和公民融合。通过提供有利于向上流动和融入接收国社会经济的空间，聚居地及其成员从根本上影响着同族裔对接收国机构的看法。最后，聚居地可以衡量社区对入籍的兴趣，并指导移民完成获得公民身份的程序。

## 族裔聚居区之争
族群聚居地引发了学者们在两个相关思想领域的争论。这两个领域都探讨了族群聚居地对其成员的经济和社会福祉究竟起到了何种作用，即是提供帮助还是阻碍其发展。其中一个思想领域探讨了族群聚居地在同化模式和向上流动中的作用，而另一个思想领域则探讨了族群聚居地成员身份所带来的经济影响。
学者们对族群聚居地成员身份所带来的直接经济和社会效益不置可否，但其长期影响仍是一个未知数。由于族群聚居地使移民能够在东道国社会中顺利生活，而无需进行大量的文化或语言调整，因此这些网络所发挥的作用仍不明朗。因此，它们既可以促进移民在东道国的入籍，也可以阻碍其入籍。相对较低的技能水平要求使移民能够实现经济稳定，这反过来又可以促进他们最终的入籍和融入社会。反过来，同样的因素也可能使飞地成员有机会与东道国社会保持相当程度的隔离和隔绝。因此，飞地成员可能会逃避学习在更大的东道国社会生活所需的技能，例如文化规范和语言知识。
关于族裔聚居区经济可行性的争论围绕着“聚居区经济假说”展开。威尔逊和波特斯提出的这一假说认为：“移民工人并不局限于二级劳动力市场。” 他们反而认为，“从经验上看，进入移民聚居区的工人可以与一级和二级劳动力市场的工人区分开来。聚居区的工人将与一级部门的工人分享人力资本投资以外的可观经济回报”，而这是进入二级劳动力市场的工人无法享受到的。
因此，他们断言，飞地经济并非某些人所说的“流动陷阱”，而是一种替代性的融入模式。
桑德斯和倪氏在反驳飞地经济假说的论证中指出，有必要区分“移民老板”和“移民工人”，因为这种区分所带来的经济利益有所不同。他们还呼吁调查飞地居民可获得的经济机会，认为这些机会的质量和供应都较低。桑德斯和尼还认为，族裔飞地的存在实际上加剧了种族隔离和移民工人被迫进入低薪工作的情况。鉴于这些反对意见，他们呼吁修改波特斯和威尔逊的假设，承认并概述企业家/工人的经济利益区别。
针对桑德斯和尼的观点，波特斯和詹森澄清说，族裔飞地居民不必比离开飞地的人更富有，该假设才成立。相反，他们断言，情况通常并非如此，因为不断涌入的新移民实际上会给经济带来一定负担；与其他优势相比，这一因素实际上并不构成劣势。 此外，波特斯和詹森还概述了三个不同的条件，以推翻他们的假设。第一个条件需要证明少数族裔创业是一个流动陷阱，导致移民收入低于其人力资本价值。第二个条件需要数据证明在聚居地内的工作具有剥削性，第三个条件需要数据表明在聚居地内就业会导致“死胡同”，并且没有向上流动的机会。他们承认，满足这三个要求很困难，因为几乎没有数据可以准确地测试它们。
詹妮弗·李在讨论中补充了移民群体进入的特定领域和商业类型。她指出，移民最常见的是在零售业从事长时间的体力劳动。零售市场是一个可行的选择，因为其启动成本相对较低，并且只需要掌握东道国的语言。不同的领域有不同程度的沟通需求，例如零售和自助服务领域（水果蔬菜市场、外卖餐厅）通常需要最低程度的客户互动和沟通。李指出了族裔聚居区的嵌入性，并认为这种做法对聚居区内的居民有利，但对聚居区外的某些群体有害。她还指出，族裔嵌入模式可能对周边族裔群体产生负面影响，因为她注意到其他族裔群体在融入网络时面临重重困难。她认为，正如波特斯和威尔逊所认为的那样，这种零售利基市场的主导地位可能会对同族裔群体产生积极影响，但也可能对周边族裔群体产生负面影响，因为他们仅仅因为与网络的族裔差异而面临被排斥的风险。

## 不同国家的民族聚居区

### 美国
美国移民潮呈波浪式涌现，展现出特定族群的主导地位。由于移民倾向于聚集在某些城市和州，不同的移民浪潮导致了族群聚居地在不同地理空间的形成。美国城市中最为著名的族群聚居地始于19世纪上半叶大批爱尔兰移民的涌入，并随着一波又一波的移民涌入美国而持续形成。20世纪初，由于语言障碍和生活成本优势，移民选择居住在飞地社区。社会学家罗伯特·帕克和爱德华·伯吉斯整合了一个研究20世纪20年代此类模式的模型。该模型展示了20世纪初抵达美国的移民是如何被城市飞地社区所吸引的，因为这些社区为他们提供了社交和就业机会。
1998年，美国近四分之三的移民居住在加利福尼亚州、纽约州、德克萨斯州、佛罗里达州、新泽西州或伊利诺伊州。住房歧视仍然是美国城市种族聚居区持续存在的一个因素。然而，诸如“链式移民”等较新的移民模式对传统的聚居地建立方法提出了挑战。
2023年的一项研究发现，1970年，美国43%的外国出生人口居住在少数族裔社区。到2010年，这一比例上升至67%。少数族裔社区居民的平均收入和房价往往较低，出租房屋较多，且更多居民不开车通勤。
随着移民获得语言能力、文化技能和资源并随后迁往其他地方，美国的大多数少数族裔社区会在一二十年内消失。

## 历史悠久的民族聚居区
随着人类地理流动性的增强，族群聚居地在现代已变得司空见惯。然而，它们在历史上也曾因各种原因而出现。如今位于奥地利的尚多夫村几个世纪以来一直是克罗地亚族群聚居地，周围环绕着奥地利和匈牙利族群。这片聚居地起源于1543年左右，当时匈牙利大亨巴蒂亚尼试图重新安置被土耳其人毁灭性袭击空置的土地；他邀请了克罗地亚移民。族群聚居地也出现在一个民族留在其原有领土，但被数量远超其主的多数族群所包围的情况下，例如维普斯人和俄罗斯人。泰国南部城市合艾自19世纪以来一直是马来穆斯林和中国移民的族群聚居地。